# Farmaci antiaritmici
I farmaci antiaritmici sono farmaci utilizzati in cardiologia per prevenire o per correggere le anomalie del ritmo cardiaco (aritmie).

## Fisiologia e patologia

Le fasi del potenziale d'azione: Fase 0: depolarizzazione rapida, Fase 1: della ripolarizzazione precoce Fase 2: di plateau Fase 3: ripolarizzazione finale Fase 4: ripristino

Il ritmo cardiaco è dovuto a due processi: alla formazione di un impulso, normalmente dal nodo del seno, e alla sua conduzione attraverso il sistema di conduzione cardiaco. Le aritmie sono dunque dovute ad un'anomala formazione dell'impulso, ad un'anomala conduzione dell'impulso, o ad una combinazione di queste.
I farmaci antiaritmici, agendo a vari livelli del processo di formazione e conduzione dell'impulso, tendono alla normalizzazione del ritmo cardiaco.

## Storia
Tali farmaci un tempo erano considerati come l'unico trattamento possibile in caso di gravi anomalie della conduzione cardiaca, poi a partire dalla seconda metà del XX secolo, furono utilizzate anche come trattamento di supporto. La loro attuale classificazione è stata proposta per la prima volta nel 1970, pubblicata per la prima volta nel 1975 e successivamente modificata da Harrison e colleghi.

## Classificazione di Vaughan Williams
La classificazione Vaughan Williams è stata introdotta nel 1970 da Miles Vaughan Williams:
Le cinque classi principali della classificazione Vaughan Williams dei farmaci antiaritmici sono:
- Classe I: interferiscono con il canale di sodio (Na+).
- Classe II: sono antagonisti del sistema nervoso simpatico. La maggior parte degli agenti di questa classe sono beta-bloccanti.
- Classe III: agiscono sull'efflusso di potassio (K+).
- Classe IV: interferiscono sui canali di calcio e il nodo AV.
- Altri agenti: agiscono su meccanismi eterogenei.

Per quanto riguarda la gestione della fibrillazione atriale, le classi I e III sono utilizzate nel controllo del ritmo, mentre le classi II e IV sono utilizzate per il controllo della frequenza cardiaca.

## Classificazione "Sicilian Gambit"
Anche se la classificazione di Vaughan Williams è la più conosciuta, essa è in realtà poco corretta, in quanto tiene poco conto della differenza del meccanismo delle aritmie, non identificando un corretto e migliore approccio.
A questo si cerca di ovviare con la classificazione  "Sicilian gambit", che presenta i farmaci su due assi. Sull'asse Y ogni farmaco è elencato nell'ordine della classificazione di Singh-Vaughan Williams. Nell'asse X i canali, i recettori, le pompe e gli effetti clinici sono elencati per ogni farmaco, con i risultati elencati in una griglia. Non è dunque una vera classificazione in quanto non aggrega i farmaci in categorie.

## Meccanismo d'azione
A seconda della tipologia, gli antiaritmici esercitano un'azione bloccante sui 3 canali principali sodio (la prima classe), calcio e potassio o dei recettori beta-adrenergici. I farmaci anti-aritmici sono in grado di:
- Influenzare il cronotropismo (battiti per minuto), rallentando il ritmo cardiaco.
- Influenzare il dromotropismo (velocità di conduzione dell'impulso lungo il tessuto specifico), rallentando la velocità di conduzione dell'impulso dagli atri ai ventricoli e permettendo così il corretto svuotamento delle camere atriali.
- Influenzare il batmotropismo (eccitabilità delle cellule miocardiche), aumentando la soglia di attivazione delle cellule.

### Classe IA

L'effetto dei farmaci della classe IA sul potenziale d'azione

I farmaci appartenenti a questa classe riducono la velocità di innalzamento della fase 0 (dovuta all'apertura dei canali per il sodio), prolungano la durata del potenziale d'azione cardiaco e si dissociano dai canali per il sodio con cinetiche intermedie. I canali del sodio sono i responsabili dell'eccitazione rapida delle cellule miocardiche: bloccando questi canali si rendono le cellule più refrattarie, ponendo un notevole limite alla genesi di impulsi troppo rapidi o ectopici.
In questa categoria rientrano:
- Chinidina, utilizzata quasi esclusivamente nelle aritmie sopraventricolari, riesce ad interrompere flutter e fibrillazione atriale; il suo utilizzo alla fine del XX secolo è stato ridotto a seguito di ricerche cliniche.[9]
- Procainamide, nelle aritmie sopraventricolari e ventricolari ha un effetto simile alla chinidina ma viene utilizzata quando alla prima si osserva resistenza.[10]
- Disopiramide, spesso utilizzata in combinazione con la mexiletina, previene recidive nel caso di tachicardie ventricolari.

Effetti collaterali: Chinidina (vomito, dolore addominale, diarrea, anoressia) - Procainamide (rash, mialgia, fenomeno di Raynaud) - Disopiramide (ritenzione urinaria, stipsi, glaucoma).

### Classe IB

L'effetto dei farmaci della classe IB sul potenziale d'azione

Benché siano in grado di legare il canale per il sodio, non influenzano significativamente il potenziale d'azione grazie alle rapidissime cinetiche di dissociazione. Sono farmaci relativamente sicuri che sono utilizzati soprattutto nelle emergenze (infarto del miocardio, prevenzione di eventi aritmici gravi).
I farmaci che rientrano in questa categoria sono:
- Aprindina, utilizzata in passato nelle aritmie ventricolari e nella sindrome di Wolff-Parkinson-White. Ora caduta in disuso.[11]
- Lidocaina, in caso di aritmie ventricolari e soprattutto in caso di forme molto rapide.
- Mexiletina, utilizzata in tachiaritmie acute e croniche si ottengono efficaci risultati se somministrata in combinazione con propafenone o amiodarone,[12] in cui per gli effetti indesiderati si deve interrompere il trattamento in quasi il 40% dei casi.[13]
- Fenitoina, utilizzata in caso di aritmie atriali e ventricolari da intossicazione di farmaci.
- Tocainide.

Effetti collaterali: Lidocaina (parestesia, vertigini, confusione, delirio) - Mexiletina (disartria, tremore, diplopia, nistagmo) - Fenitoina (vertigini, atassia, coma, nistagmo, più raramente malformazioni fetali congenite).

### Classe IC

L'effetto dei farmaci della classe IC sul potenziale d'azione

I farmaci che rientrano in questa categoria sono caratterizzati da lente cinetiche di dissociazione e comprendono:
- Flecainide, usata prevalentemente per flutter atriale e fibrillazione atriale. Viene utilizzata anche in età infantile e fetale.[15] Il CAST (nome di una ricerca clinica) tuttavia ha evidenziato un aumento del tasso di mortalità dal 2,3 al 5,1 per infarto miocardico acuto non legato alle onde Q.[16]
- Encainide (non commercializzata in Italia): le indicazioni sono simili a quelle della flecainide.[16]
- Moricizina, efficace quasi quanto la disopiramide contro aritmie anche letali, anche se si è riscontrato un aumento della mortalità in caso di aritmie ventricolari presenti dopo infarto miocardico acuto, soprattutto nei pazienti che assumevano diuretici.[16]
- Propafenone, utilizzato per la fibrillazione atriale parossistica e tachicardia sopraventricolare.[17]

Effetti collaterali: Flecainide (mostra talora effetti proaritmici) - Propafenone (broncospasmo, vertigini, disturbi al senso del gusto e alla visione) - Moricizina (nausea, vomito, diarrea).

### Classe II
Bloccano i recettori beta-adrenergici. Tutti i farmaci hanno più o meno gli stessi effetti, ma quello che li differenzia è il tempo di impiego e gli effetti collaterali. Vengono suddivisi in beta1 e beta2, i primi hanno un effetto maggiore sul cuore i secondi invece hanno un maggiore effetto sui bronchi e vasi sanguigni. Si osserva un'emivita maggiore in quelli che vengono eliminati tramite l'azione dei reni. Vista l'azione simile, se uno non mostra effetti anche altri risulteranno inutili.
Questi agenti sono particolarmente utili nel trattamento delle tachicardie supraventricolari. Diminuiscono la conduzione attraverso il nodo AV.
I farmaci che rientrano in questa categoria sono:
- Acebutololo
- Atenololo
- Esmololo, ha una durata d'azione molto breve e per questo viene preferito quando uno ad azione lunga potrebbe risultare pericoloso o nelle fasi peri-operatorie.[18]
- Metoprololo
- Propranololo
- Timololo

Effetti collaterali: possono causare un peggioramento dell'asma o della broncopneumopatia cronica ostruttiva, fenomeno di Raynaud. Una brusca interruzione del trattamento può causare un peggioramento in caso di angina pectoris.

### Classe III

L'azione della III classe dei farmaci antiaritmici sul potenziale d'azione

Bloccano i canali del potassio, hanno un effetto di allungamento sulla ripolarizzazione e refrattario sulle fibre di Purkinje, rendendo inagibile il circuito di rientro. Gli agenti della classe III hanno la caratteristica di prolungare l'intervallo QT dell'ECG e possono essere a loro volta proaritmici.
I farmaci che rientrano in questa categoria sono:
- Amiodarone, più il nuovo Dronedarone utilizzato per numerosi tipi di tachiaritmie, ha un effetto positivo pari o superiore rispetto agli altri farmaci simili.[20]
- Azimilide, solitamente usato per interrompere fibrillazione o flutter atriale.
- Bunaftina.
- Dofetilide, si è dimostrato che non altera l'incidenza di eventi mortali somministrata in seguito ad infarti.[21]
- Ibutilide, utilizzato in caso di interruzione di fibrillazione o flutter atriale.
- Vernakalant;
- Nifekalant;
- Sotalolo, utilizzato nella profilassi delle aritmie sopraventricolari di tipo parossistico.
- Tedisamil.
- Tosilato di bretilio, utilizzato nel reparto di terapia intensiva.

Effetti collaterali: Amiodarone (dispnea, ipossiemia, tosse, febbre, effetti polmonari e gastrointestinali gravi non permettono l'utilizzo della somministrazione per molto tempo, anche se solo nel 18-37% dei casi il trattamento viene poi sospeso realmente.) - Bretilio (ipotensione, nausea, vomito).

### Classe IV
Bloccano i canali del calcio, agendo sulle fibre lente sia fisiologiche che patologiche. In particolare vengono utilizzati fenilalchilamine e benzotiazepine che hanno un effetto uso-dipendenza. Possono influenzare la contrattilità del cuore, quindi debbono essere impiegati con molta attenzione nell'insufficienza cardiaca cronica. I farmaci che rientrano in questa categoria sono:
- Diltiazem.
- Verapamil, controindicato in bambini con meno di 1 anno.

### Altri agenti
Nel sistema di classificazione di Vaughan Williams originale non sono comprese alcune sostanze che comunque vengono utilizzate in alcune patologie cardiologiche specifiche:
- L'Adenosina viene usata per via endovenosa nel tentativo di interrompere alcune forme di tachicardie sopraventricolari.[23]
- La Digossina riduce la conduzione degli impulsi elettrici attraverso il nodo AV e per questo viene utilizzata ancora nel controllo della frequenza nella fibrillazione atriale.
- Il Dronedarone.
- Il Magnesio solfato viene somministrato, in genere, solo in aggiunta ad altri farmaci antiaritmici e qualora ne risultasse una carenza.[24] Nel trattamento di alcune aritmie, tra cui le torsioni di punta, sono associati per un ripristino quanto più veloce del pool intracellulare di questo elemento, come succede anche per il potassio.[25]
- Potassio.